# Phytochimie
La phytochimie, ou chimie des végétaux, est la science qui étudie la structure, le métabolisme et la fonction des composés phytochimiques, c'est-à-dire des substances naturelles issues des plantes, ainsi que les méthodes d'analyse, de purification et d'extraction appliquées à ces substances. C'est une discipline scientifique de la biochimie et de la botanique. Elle est indissociable d'autres disciplines telles que la physiologie végétale, et la pharmacognosie (du grec: pharmacon, drogue, et gnôsis, connaissance) traitant des matières premières et des substances à potentialité médicamenteuse d’origine biologique.
Les végétaux sont des organismes autotrophes qui peuvent synthétiser un grand nombre de molécules organiques complexes qui n'interviennent pas dans les grandes voies du métabolisme de base, c’est-à-dire le métabolisme énergétique et le métabolisme carboné. Ces molécules sont toutefois utiles aux plantes elles-mêmes et aux consommateurs des chaînes alimentaires pour diverses raisons. Les plantes qui disposent d'énergie et de squelettes carbonés en quantité suffisante, grâce à la photosynthèse, s'avèrent être des producteurs polyvalents.

## Généralités sur le métabolisme végétal

### Photorespiration
La photorespiration (PR) est la fixation du dioxygène (O2) sur le Rudi-P (Ribulose-diphosphate) par la RubisCO (Enzyme carboxylase/oxygénase) à la place du dioxyde de carbone (CO2) : il y a alors production de CO2 sans fabrication d'ATP et destruction de la matière organique.
Elle nécessite dans la même cellule :
- un chloroplaste ;
- un péroxysome ;
- une mitochondrie.

La PR contribue à tamponner la teneur en O2 des cellules.
Quand le rapport O2/CO2 < 2 % : pas de PR.

Quand le rapport O2/CO2 > 20 % : PR active.

## Classification des substances végétales

### Métabolites primaires
Un métabolite primaire est une sorte de métabolite qui remplit généralement une fonction physiologique dans l'organisme.
- Sucres
- Protéines
- Lipides

### Métabolites secondaires
Chez les plantes, les métabolites secondaires sont des composés organiques qui ne sont pas directement impliqués dans les fonctions vitales de l'organisme, comme la croissance, le développement ou la reproduction.
- Terpènes ou isopropanoïdes
- Phénylpropanoïdes
- Hétérosides et alcaloïdes
- Dérivés d'acides gras